# The Modern Lovers
The Modern Lovers war eine US-amerikanische Rockband um Jonathan Richman, die 1970 in Boston gegründet wurde. Obwohl die Modern Lovers als Vorreiter des Punk gelten, sah sich Richman eher in der Tradition des Rock ’n’ Roll. Nach der Neugründung 1976 trat er mit seiner Begleitband unter dem Namen Jonathan Richman & The Modern Lovers auf.

## Geschichte

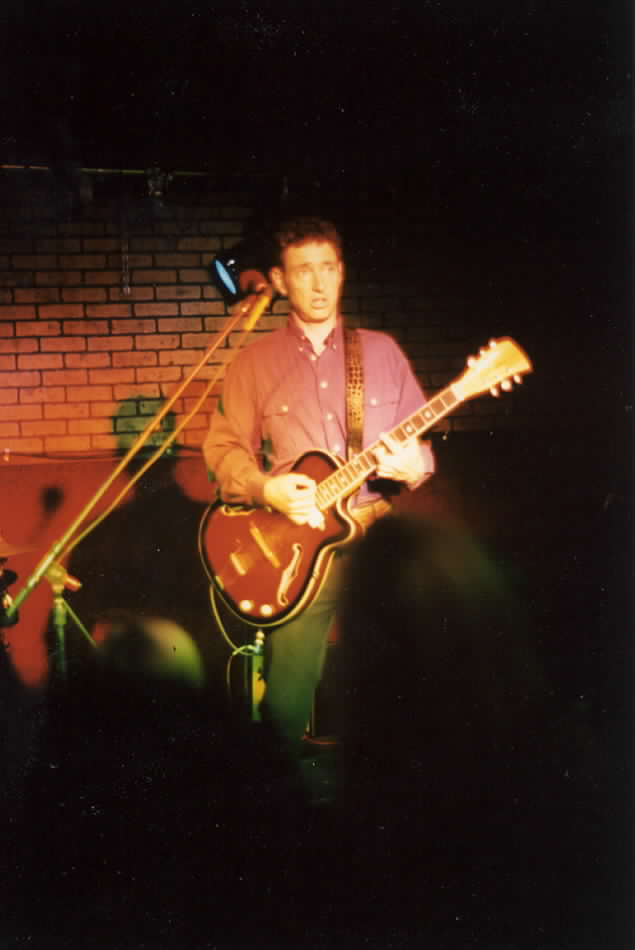
Richman in den 1980ern

Jonathan Richman begann schon als Teenager, eigene Songs zu schreiben, und siedelte nach ersten Auftritten in seiner Heimatstadt Boston 1969 nach New York um, um Kontakt zu seinen Idolen von The Velvet Underground zu knüpfen. Seinen eigenen Songs wollte dort jedoch niemand Gehör schenken, sodass er 1970 nach Boston zurückkehrte und die Modern Lovers gründete. Zur Urbesetzung gehörte der Keyboarder Jerry Harrison, der 1975 Mitglied der Talking Heads werden sollte, der Bassist Ernie Brooks und der Schlagzeuger David Robinson. Zwischen September 1971 und Oktober 1973 spielte die Band ihr erstes Studioalbum ein, das allerdings erst 1976 unter dem Titel The Modern Lovers von dem Label Beserkley veröffentlicht wurde. In der Zwischenzeit hatten sich die Modern Lovers im Februar 1974 aufgelöst. Produziert wurde das Erstlingswerk von John Cale, die Single Roadrunner wurde zu einem Erfolg.
1976 formierte Richman die Band neu, Robinson kehrte kurzzeitig als Drummer zurück, wechselte aber noch im selben Jahr zu der Gruppe The Cars. Das erste Album mit neuer Besetzung erschien im Juli 1976. Im Dezember 1977 hatten Richman und die Modern Lovers mit dem Instrumentalstück Egyptian Reggae einen weiteren Hit; er erreichte in den britischen Charts Platz 5. Zwischen 1976 und 1988 veröffentlichten Jonathan Richman & The Modern Lovers mehrere Studioalben, auf denen sich Richman stärker auf seine Einflüsse aus dem Rock ’n’ Roll und den Doo Wop der 1950er Jahre besinnt und mehr am Pop orientiert. Die Texte sind bewusst kindlich, juvenil oder verschroben. 1981 erschien das Album The Original Modern Lovers, welches ausschließlich Archivaufnahmen aus dem Jahr 1973 enthält. 1988 löste Richman seine Begleitband auf, ab 1989 trat er nur noch als Solist in Erscheinung.

## Nachwirken
Mit den minimalistischen Songs, wie dem auf zwei Akkorden basierenden Roadrunner, inspirierten die Modern Lovers die nachfolgenden amerikanischen und britischen Punk- und Rockbands. Die Sex Pistols nahmen 1975 eine Coverversion des Songs auf. In den 1980er Jahren coverten Echo & the Bunnymen und Siouxsie and the Banshees Richmans She Cracked vom ersten Album The Modern Lovers.
Das Debüt gilt gemeinhin als Meisterwerk der Band und wurde von den Musikzeitschriften Rolling Stone und New Musical Express in die Auswahl der besten Alben aller Zeiten aufgenommen. Das zweite in Originalbesetzung eingespielte Album The Original Modern Lovers ist auf der Wire-Liste The Wire’s „100 Records That Set the World on Fire (While No One Was Listening)“ aufgeführt.
Der Song Pablo Picasso wurde unter anderem von David Bowie, Iggy Pop, John Cale, den Simple Minds und Jack White gecovert. Auch gegenwärtige Indie-Rock-Musiker wie Mac DeMarco und Courtney Barnett nennen Richman als Einfluss.
Egyptian Reggae ist auf den Soundtracks der Kinofilme Lammbock (2001) und Baby Driver (2017) vertreten, Roadrunner auf dem von School of Rock (2003).

## Diskografie

### The Modern Lovers
Studioalben:
- 1976: The Modern Lovers (1971–73 aufgenommen)
- 1981: The Original Modern Lovers (1973 aufgenommen)

Livealben:
- 1994: Precise Modern Lovers Order
- 1998: Live at the Longbranch and More
- 2011: 96 Tears

Singles:
- 1976: Roadrunner / Pablo Picasso

### Jonathan Richman & The Modern Lovers
Studioalben:
- 1976: Jonathan Richman and The Modern Lovers
- 1977: Rock ’n’ Roll with The Modern Lovers
- 1979: Back in Your Life
- 1983: Jonathan Sings!
- 1985: Rockin’ and Romance
- 1986: It’s Time For…
- 1988: Modern Lovers 88

Livealben:
- 1979: Modern Lovers ‘Live’

Singles:
- 1977: Roadrunner (Once) / Roadrunner (Twice)
- 1977: Back in the U.S.A. / New England
- 1977: South American Folk Song / Ice Cream Man
- 1977: New England / Here Come the Martian Martians
- 1977: Egyptian Reggae / Roller Coaster by the Sea
- 1978: The Morning of Our Lives / Roadrunner (Thrice)
- 1978: My Little Kookenhaken / Roadrunner Thrice
- 1978: Abdul & Cleopatra / Oh Carol
- 1978: Buzz Buzz Buzz / Hospital (Live)
- 1978: New England / Astral Plane (Live)
- 1979: Lydia / Important in Your Life
- 1984: That Summer Feeling / This Kind of Music
- 1985: I’m Just Beginning to Live / Circle 1
- 1986: Me Siento Mal / It’s You
- 1988: California Desert Party / When Harpo Played His Harp